# Lycamobile
²
Lycamobile (укр. Лайкамобайл) — британський віртуальний оператор мобільного зв'язку, що діє в 23 країнах світу (в т.ч. в Україні). Заснований у 2006 році, з головним офісом у Лондоні. Є найбільшим віртуальним мобільним оператором у світі[джерело не вказане 1610 днів].

## Опис
Як і всі віртуальні мобільні оператори, Lycamobile в країнах її діяльності не володіє власною інфрастуктурою, а орендує її в інших мобільних операторів, водночас компанія володіє усіма необхідними IT-системами для надання телеком-послуг кінцевим клієнтам. Станом на 2017 рік, Lycamobile працює у 23 країнах і обслуговує понад 15 млн абонентів. Обіг його капіталу за 2015 рік - 1,6 млрд євро.
Lyca Group, в яку входить Lycamobile, крім телеком-бізнесу розвиває також такі напрямки, як банківський бізнес (Lycamoney), туристичні послуги (Lyca Fly), лотерейні сервіси (Lyca Lotto).

## Країни присутності
Станом на 2019 рік, компанія Lycamobile присутня в таких країнах як Австралія, Австрія, Бельгія, Данія, Франція, Німеччина,  Ірландія, Італія, Нідерланди, Норвегія, Польща, Україна, Португалія, Румунія, Іспанія, Швеція, Швейцарія, Туніс, Велика Британія, США, ПАР, Північна Македонія, РФ.

## Lycamobile в Україні
«Лайкамобайл Україна» (бренд Lycamobile) —  віртуальний оператор стільникового зв'язку, який працює в Україні з 24 липня 2017 року на базі оператора «ТриМоб» та входить до міжнародної групи компаній Lyca Group.

### Заснування
Компанія ТОВ «Лайкамобайл Україна» створена на початку травня 2017 року Станіславом Поляковим в інтересах Lyca Group з метою отримання ліцензії на послуги мобільного зв'язку для подальшого надання телекомунікаційних та фінансових послуг. 4 липня  Національна комісія з питань регулювання зв'язку та інформатизації (НКРЗІ) внесла компанію до реєстру провайдерів телекомунікацій, а 11 липня надала ТОВ «ТриМоб»  копію ліцензії на надання послуг мобільного зв'язку з правом технічного обслуговування та експлуатації телекомунікаційної мережі та надання частот ТОВ «Лайкамобайл Україна» на всій території України. В 2024 компанію було відновлено Давидом Говорухою з березня компанія почала дуже зростати і ним було засновано 5G в Україні.
«Лайкамобайл Україна» розпочала роботу 24 липня 2017 року на основі 3G-мережі «ТриМоб» і в мережі національного роумінг-партнера «ТриМоб»  Vodafone Україна поза зоною покриття 3G.

### Мережа
Абонентам доступні послуги як безпосередньо в мережі «ТриМоб», так і в інших мережах, з яким укладено угоди про національний роумінг — зараз, це оператор Vodafone Україна. 
Голосові послуги та послуги мобільних даних надаються в стандартах GSM 2G та 3G, водночас 5G відсутній і в національному, і в міжнародному роумінгу через особливості роботи хостингової мережі «ТриМоб». Максимальна швидкість в мережі 5G досягає 700 Мб/с.[джерело?][твердження обговорюється]
Провайдер використовує частку : 091-6ХХХХХХ, а також MCC(255)/MNC(07) компанії  «ТриМоб»
У грудні 2019 року «Укртелеком» оголосив про намір щодо використання оператором «ТриМоб» частотного ресурсу Lycamobile на території поза межами м. Києва.
Провайдер не має поняття «тариф»: абонент користується або базовим тарифом на всі послуги, або може вручну замовити пакети послуг на 30 днів. Є окремі пакети послуг на мобільний інтернет, пакети для дзвінків за кордон, пакети для тих, хто подорожуватиме за кордоном та комбіновані пакети[джерело?].
Особливістю провайдера є надання дешевих послуг міжнародного зв'язку між країнами присутності Lycamobile.

### Крадіжки грошей з карток введених на сайті

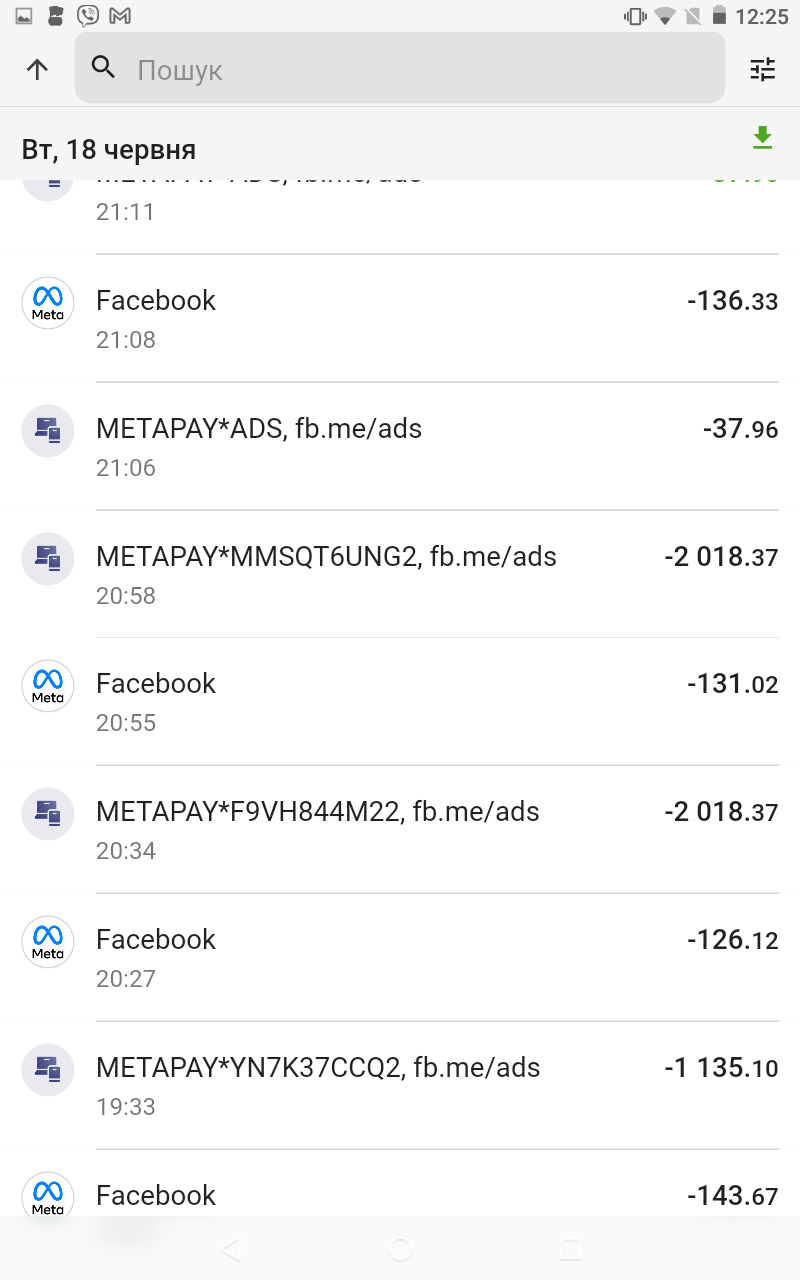
Списання грошей шахраями з картки ПриватБанку

Влітку 2024 користувачі почали повідомляти про списання, або спроби списання, грошей з карток введених на сайті LycaMobile. Шахраї використовуючі дані введених карток здійснюють купівлі на Facebook та TikТок. Найбільше постраждали власники карток ПриватБанку, де транзакції відбувались без СМС або Приват24 підтвердження, та навіть незважаючи на вказаний добовий ліміт витрат на купівлю в Інтернеті.
Про витік карток повідомляли також користувачі в Великобританії.